# Thomas W. Osborn
Thomas Ward Osborn, född 1833 eller 1836 i Scotch Plains, New Jersey, död 18 december 1898 i New York, New York, var en amerikansk republikansk politiker och militär. Han representerade delstaten Florida i USA:s senat 1868-1873.
Osborn utexaminerades 1860 från Madison University (numera Colgate University). Han studerade sedan juridik och inledde 1861 sin karriär som advokat i delstaten New York. Han deltog i amerikanska inbördeskriget i nordstaternas armé och avancerade till överste. Han arbetade 1865-1866 för byrån med ansvar för flyktingfrågor, frigivna slavar och övergivna markområden (Bureau of Refugees, Freedmen and Abandoned Lands). Han arbetade därefter som advokat i Tallahassee och flyttade 1868 till Pensacola.
Republikanerna Osborn och Adonijah Welch valdes 1868 till de två första senatorerna för Florida efter inbördeskriget. Deras företrädare hade lämnat sina platser år 1861 i samband med att Florida utträdde ur USA. Osborn efterträddes 1873 av Simon B. Conover.
Osborn var USA:s kommissionär vid Centennial Exposition i Philadelphia 1876. Han flyttade därefter till New York City och återgick till arbetet som advokat. Hans grav finns på Hillside Cemetery i North Adams i Massachusetts.